# Trench Glacier
Trench Glacier är en glaciär i Antarktis. Den ligger i Västantarktis. Argentina, Chile och Storbritannien gör anspråk på området. Trench Glacier ligger 652 meter över havet.
Terrängen runt Trench Glacier är bergig västerut, men österut är den kuperad. Trakten är obefolkad. Det finns inga samhällen i närheten.